# Winning Days
Winning Days é o segundo álbum da banda australiana de rock de garagem The Vines, lançado em 23 de março de 2004.

## Faixas
| N.º | Título                             | Duração |  |
| 1.  | "Ride"                             | 2:36    |  |
| 2.  | "Animal Machine"                   | 3:28    |  |
| 3.  | "TV Pro"                           | 3:45    |  |
| 4.  | "Autumn Shade II"                  | 3:14    |  |
| 5.  | "Evil Town"                        | 3:06    |  |
| 6.  | "Winning Days"                     | 3:33    |  |
| 7.  | "She's Got Something to Say to Me" | 2:32    |  |
| 8.  | "Rainfall"                         | 3:21    |  |
| 9.  | "Amnesia"                          | 4:39    |  |
| 10. | "Sun Child"                        | 4:33    |  |
| 11. | "F.T.W (a.k.a. Fuck The World)"    | 3:41    |  |

## Posição nas Paradas
| Charts (2004)     | Peak position | Fonte(s) |
| ----------------- | ------------- | -------- |
| Billboard Top 200 | 23            | [ 3 ]    |
| UK Albums Chart   | 29            | [ 4 ]    |